# Ronaldo Rodrigues de Jesus
Ronaldo Rodrigues de Jesus (São Paulo, 19 de junio de 1965), en sus inicios conocido como Ronaldo y más tarde Ronaldão, es un exfutbolista brasileño que se desempeñaba como defensor. Fue campeón del mundo con la selección de Brasil.

## Clubes
| Club            | País   | Año       |
| --------------- | ------ | --------- |
| Rio Preto       | Brasil | 1985      |
| São Paulo       | Brasil | 1986-1994 |
| Shimizu S-Pulse | Japón  | 1994-1995 |
| Flamengo        | Brasil | 1995-1997 |
| Santos          | Brasil | 1997      |
| Coritiba        | Brasil | 1998      |
| Ponte Preta     | Brasil | 1998-2002 |

## Palmarés

### Campeonatos regionales
| Título              | Equipo    | Sede   | Año  |
| ------------------- | --------- | ------ | ---- |
| Campeonato Paulista | São Paulo | Brasil | 1987 |
| Campeonato Paulista | São Paulo | Brasil | 1989 |
| Campeonato Paulista | São Paulo | Brasil | 1991 |
| Campeonato Paulista | São Paulo | Brasil | 1992 |
| Campeonato Carioca  | Flamengo  | Brasil | 1996 |

### Campeonatos nacionales
| Título  | Equipo    | Sede   | Año  |
| ------- | --------- | ------ | ---- |
| Serie A | São Paulo | Brasil | 1986 |
| Serie A | São Paulo | Brasil | 1991 |

### Campeonatos internacionales
| Título                 | Equipo              | Sede           | Año  |
| ---------------------- | ------------------- | -------------- | ---- |
| Copa Libertadores      | São Paulo           | Brasil         | 1992 |
| Copa Intercontinental  | São Paulo           | Brasil         | 1992 |
| Copa Libertadores      | São Paulo           | Chile          | 1993 |
| Copa Intercontinental  | São Paulo           | Japón          | 1993 |
| Recopa Sudamericana    | São Paulo           | Brasil         | 1993 |
| Supercopa Sudamericana | São Paulo           | Brasil         | 1993 |
| Copa Mundial de Fútbol | Selección de Brasil | Estados Unidos | 1994 |